# Puchar Polski w piłce siatkowej kobiet (2009/2010)
Puchar Polski w piłce siatkowej kobiet 2009/2010 – 53. sezon rozgrywek o siatkarski Puchar Polski odbywający się od 1932 roku. 

## System rozgrywek
Rozgrywki składały się z pięciu rund wstępnych, ćwierćfinałów i turnieju finałowego. Drużyny, które grają w II lidze rozpoczynają od 1. rundy. Następnie w 3. rundzie do zwycięzców z 2. rundy dojdą drużyny z I ligi, następnie w 5. rundzie rozpoczną rozgrywki drużyny z PlusLigi, które po pierwszej części sezonu zajęły miejsca 5-10. A od ćwierćfinału występować będą drużyny z pierwszej czwórki pierwszej części sezonu zasadniczego. Gospodarzem w rundach wstępnych jest drużyna, która zajęła niższą pozycję w klasyfikacji końcowej lub z niższej ligi.

## Drużyny uczestniczące
| PlusLigi Kobiet 10 drużyn | PlusLigi Kobiet 10 drużyn |
| ------------------------- | ------------------------- |
| BKS Aluprof Bielsko-Biała | półfinał                  |
| Muszynianka Muszyna       | finał                     |
| MKS Dąbrowa Górnicza      | półfinał                  |
| AZS Białystok             | ćwierćfinał               |
| Organika Budowlani Łódź   | zwycięzca                 |
| Centrostal Bydgoszcz      | ćwierćfinał               |
| Gwardia Wrocław           | 5. runda                  |
| Stal Mielec               | 5. runda                  |
| PTPS Piła                 | ćwierćfinał               |
| Gedania Żukowo            | 5. runda                  |

| I liga 10 drużyn           | I liga 10 drużyn |
| -------------------------- | ---------------- |
| Trefl Sopot                | ćwierćfinał      |
| Chemik Police              | 2. runda         |
| TPS Rumia                  | 2. runda         |
| KSZO Ostrowiec Św.         | 3. runda         |
| Sokół Chorzów              | 4. runda         |
| PLKS Pszczyna              | 5. runda         |
| LTS Legionovia Legionowo   | 4. runda         |
| Jedynka Aleksandrów Łódzki | 3. runda         |
| MOSiR Mysłowice            | 2. runda         |
| TKST Toruń                 | 2. runda         |

| niższe ligi 6 drużyn                 | niższe ligi 6 drużyn |
| ------------------------------------ | -------------------- |
| UKS Zielone Wzgórza Murowana Goślina | 3. runda             |
| KŚ AZS Politechniki Śląskiej Gliwice | 2. runda             |
| Pogoń Proszowice                     | 1. runda             |
| AZS AWF Poznań                       | 2. runda             |
| UKS Sobieski 46 Lublin               | 2. runda             |
| GIM NET Mońki                        | 1. runda             |

## Rozgrywki

### 1. runda
| Data       | Drużyna 1              | Wynik | Drużyna 2                        | Sety                              |
| ---------- | ---------------------- | ----- | -------------------------------- | --------------------------------- |
| 19.09.2009 | Pogoń Proszowice       | 2:3   | AZS Politechnika Śląska Gliwice  | 25:23, 25:21, 26:28, 13:25, 14:16 |
| 19.09.2009 | UKS Sobieski 46 Lublin | 3:0   | GIM NET Mońki                    | 25:12, 25:12, 25:15               |
| 19.09.2009 | AZS AWF Poznań         | 0:3   | Zielone Wzgórza Murowana Goślina | walkower                          |

### 2. runda
| Data       | Drużyna 1                        | Wynik | Drużyna 2                  | Sety                              |
| ---------- | -------------------------------- | ----- | -------------------------- | --------------------------------- |
| 07.10.2009 | AZS Politechnika Śląska Gliwice  | 2:3   | Sokół Chorzów              | 15:25, 25:22, 19:25, 25:23, 15:17 |
| 07.10.2009 | PLKS Pszczyna                    | 3:2   | MOSiR Mysłowice            | 21:25, 25:13, 29:31, 25:17, 15:9  |
| 07.10.2009 | AZS KSZO Ostrowiec Świętokrzyski |       | wolny los                  |                                   |
| 07.10.2009 | TKST Toruń                       | 2:3   | Jedynka Aleksandrów Łódzki | 25:27, 25:18, 22:25, 25:15, 8:15  |
| 07.10.2009 | UKS Sobieski 46 Lublin           | 0:3   | LTS Legionovia Legionowo   | 13:25, 12:25, 19:25               |
| 07.10.2009 | Zielone Wzgórza Murowana Goślina | 3:0   | Chemik Police              | 25:21, 25:21, 25:22               |
| 07.10.2009 | Trefl Sopot                      | 3:0   | TPS Rumia                  | 25:10, 25:22, 25:21               |

### 3. runda
| Data       | Drużyna 1                        | Wynik | Drużyna 2                        | Sety                             |
| ---------- | -------------------------------- | ----- | -------------------------------- | -------------------------------- |
| 28.10.2009 | Sokół Chorzów                    |       | wolny los                        |                                  |
| 28.10.2009 | PLKS Pszczyna                    | 3:0   | AZS KSZO Ostrowiec Świętokrzyski | 25:18, 25:22, 25:19              |
| 28.10.2009 | LTS Legionovia Legionowo         | 3:1   | Jedynka Aleksandrów Łódzki       | 25:15, 25:21, 21:25, 25:17       |
| 28.10.2009 | Zielone Wzgórza Murowana Goślina | 2:3   | Trefl Sopot                      | 25:27, 25:23, 25:23, 22:25, 3:15 |

### 4. runda
| Data       | Drużyna 1                | Wynik | Drużyna 2                | Sety                              |
| ---------- | ------------------------ | ----- | ------------------------ | --------------------------------- |
| 02.12.2009 | PLKS Pszczyna            | 3:2   | Sokół Chorzów            | 26:28, 25:23, 25:16, 23:25, 15:11 |
| 09.12.2009 | Sokół Chorzów            | 0:3   | PLKS Pszczyna            | 23:25, 23:25, 21:25               |
|            |                          |       |                          |                                   |
| 02.12.2009 | LTS Legionovia Legionowo | 0:3   | Trefl Sopot              | 19:25, 16:25, 17:25               |
| 09.12.2009 | Trefl Sopot              | 3:0   | LTS Legionovia Legionowo | 25:13, 25:17, 25:15               |

### 5. runda
| Data       | Drużyna 1     | Wynik | Drużyna 2             | Sety                       |
| ---------- | ------------- | ----- | --------------------- | -------------------------- |
| 09.01.2010 | AZS Białystok | 3:1   | Gedania Żukowo        | 25:19, 25:20, 22:25, 25:17 |
| 18.01.2010 | PTPS Piła     | 3:0   | Stal Mielec           | 25:14, 25:23, 25:9         |
| 07.02.2010 | PLKS Pszczyna | 0:3   | Centrostal Bydgoszcz  | 13:25, 19:25, 14:25        |
| 10.02.2010 | Trefl Sopot   | 3:0   | Impel Gwardia Wrocław | 25:6, 25:7, 25:7           |

### Ćwierćfinały
| Data       | Drużyna 1                 | Wynik | Drużyna 2                 | Sety                       |
| ---------- | ------------------------- | ----- | ------------------------- | -------------------------- |
| 28.02.2010 | Aluprof Bielsko-Biała     | 3:0   | AZS Białystok             | 25:17, 25:22, 25:15        |
| 07.03.2010 | AZS Białystok             | 1:3   | Aluprof Bielsko-Biała     | 17:25, 25:22, 16:25, 18:25 |
|            |                           |       |                           |                            |
| 17.03.2010 | Organika Budowlani Łódź   | 3:0   | Centrostal Bydgoszcz      | 25:12, 25:15, 25:22        |
| 23.03.2010 | Centrostal Bydgoszcz      | 3:1   | Organika Budowlani Łódź   | 25:19, 17:25, 25:20, 25:17 |
|            |                           |       |                           |                            |
| 17.03.2010 | MKS Dąbrowa Górnicza      | 3:0   | Trefl Sopot               | 25:16, 25:21, 25:13        |
| 22.03.2010 | Trefl Sopot               | 0:3   | MKS Dąbrowa Górnicza      | 18:25, 20:25, 21:25        |
|            |                           |       |                           |                            |
| 17.03.2010 | Muszynianka Fakro Muszyna | 3:1   | PTPS Piła                 | 25:16, 22:25, 25:12, 25:22 |
| 23.03.2010 | PTPS Piła                 | 3:1   | Muszynianka Fakro Muszyna | 25:22, 25:23, 20:25, 25:15 |

### Turniej finałowy

#### Drabinka
|  |                         |                         |                         |                         |   |                     |                     |       |
|  | Półfinał                | Półfinał                | Półfinał                |                         |   | Finał               | Finał               | Finał |
|  | Półfinał                | Półfinał                | Półfinał                |                         |   | Finał               | Finał               | Finał |
|  |                         |                         |                         |                         |   |                     |                     |       |
|  |                         |                         |                         |                         |   |                     |                     |       |
|  | Aluprof Bielsko-Biała   | Aluprof Bielsko-Biała   | 1                       |                         |   |                     |                     |       |
|  | Aluprof Bielsko-Biała   | Aluprof Bielsko-Biała   | 1                       |                         |   |                     |                     |       |
|  | Organika Budowlani Łódź | Organika Budowlani Łódź | 3                       |                         |   |                     |                     |       |
|  | Organika Budowlani Łódź | Organika Budowlani Łódź | 3                       |                         |   | Muszynianka Muszyna | Muszynianka Muszyna | 1     |
|  |                         |                         |                         |                         |   | Muszynianka Muszyna | Muszynianka Muszyna | 1     |
|  |                         |                         | Organika Budowlani Łódź | Organika Budowlani Łódź | 3 |                     |                     |       |
|  | Muszynianka Muszyna     | Muszynianka Muszyna     | Organika Budowlani Łódź | Organika Budowlani Łódź | 3 | 3                   |                     |       |
|  | Muszynianka Muszyna     | Muszynianka Muszyna     |                         |                         |   |                     |                     |       |
|  | MKS Dąbrowa Górnicza    | MKS Dąbrowa Górnicza    | 1                       |                         |   |                     |                     |       |
|  | MKS Dąbrowa Górnicza    | MKS Dąbrowa Górnicza    | 1                       |                         |   |                     |                     |       |

#### Półfinały
| Data       | Drużyna 1             | Wynik | Drużyna 2                 | Sety                       |
| ---------- | --------------------- | ----- | ------------------------- | -------------------------- |
| 27.03.2010 | Aluprof Bielsko-Biała | 1:3   | Organika Budowlani Łódź   | 19:25, 23:25, 25:17, 22:25 |
| 27.03.2010 | MKS Dąbrowa Górnicza  | 1:3   | Muszynianka Fakro Muszyna | 25:22, 14:25, 21:25, 15:25 |

#### Finał
| Data       | Drużyna 1               | Wynik | Drużyna 2                 | Sety                       |
| ---------- | ----------------------- | ----- | ------------------------- | -------------------------- |
| 28.03.2010 | Organika Budowlani Łódź | 3:1   | Muszynianka Fakro Muszyna | 25:22, 25:20, 22:25, 25:20 |